# 本田宗一郎
本田 宗一郎（ほんだ そういちろう、1906年（明治39年）11月17日 - 1991年（平成3年）8月5日）は、日本の実業家、技術者。輸送用機器メーカー本田技研工業（通称:ホンダ）の創業者。位階は正三位。

## 経歴

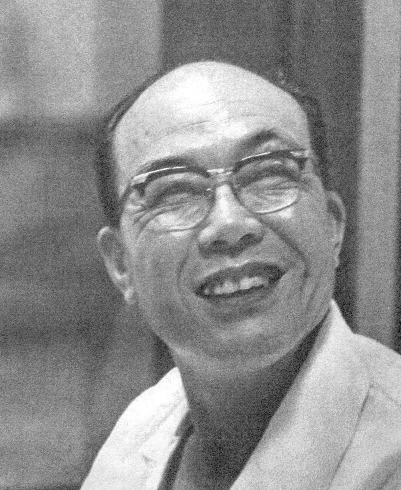
『財界』1964年新年特大号より

1906年（明治39年）11月17日、静岡県磐田郡光明村（後の二俣町→天竜市、現在の浜松市天竜区）で鍛冶屋をしていた本田儀平と妻・みかの長男として生まれる。光明村立山東尋常小学校（現在の浜松市立光明小学校）の在校中に自動車を初めて目にしたほか、アート・スミスの曲芸飛行を見学するため、遠く離れた浜松町和地山練兵場まで自転車を三角乗りで訪れ、飛行機を初めて目にしている。
- 1919年（大正8年） - 二俣町立二俣尋常高等小学校（現在の浜松市立二俣小学校）入学。
- 1922年（大正11年） - 高等小学校卒業、東京市本郷区湯島（現在の東京都文京区湯島）の自動車修理工場「アート商会」（現在のアート金属工業）に入社（当時の表現で丁稚奉公）。半年間は、社長の子供の子守りばかりであった。
- 1924年（大正13年） - 千葉県津田沼にあった伊藤音次郎の飛行学校へ入るが、それを知った父に猛反対され一ヶ月半で退校。その後、学校よりカーチスのエンジンを払い下げてもらい、それにアメリカ製フレームを付けてレース用車両を製作。洲崎の飛行場でテストしたところ時速100㎞を記録したと自身で語っている[4]。
- 1928年（昭和3年） - アート商会に6年勤務後、宗一郎ただ1人だけが社長の榊原郁三からのれん分けを許され、浜松市にアート商会浜松支店を設立して独立。
- 1935年（昭和10年） - 小学校教員の磯部さちと結婚。
- 1936年（昭和11年） - 全日本自動車競走大会（多摩川スピードウェイの第1回大会）に、フォードに自作のターボチャージャーをつけたレース用車両（ハママツ号）[5]で弟の弁二郎[注釈 2]とともに出場するが事故により負傷、リタイアを喫する。
- 1937年（昭和12年） - 自動車修理工場事業を順調に拡大、「東海精機重工業株式会社」（現・東海精機株式会社）の社長に就任。エンジンに欠くべからざる部品としてピストンリングに目をつけるが、経験からだけではどうにもならない学問的な壁に突き当たり、浜松高等工業学校（現・静岡大学工学部）機械科の聴講生となり、3年間金属工学の研究に費やす。
- 1939年（昭和14年） - アート商会浜松支店[注釈 3]を従業員の川島末男に譲渡し、東海精機重工業の経営に専念する。
- 1942年（昭和17年） - 長男・博俊（後の「無限」代表取締役）誕生。豊田自動織機が東海精機重工業に出資、自らは専務に退く。
- 1945年（昭和20年） - 三河地震により東海精機重工業浜松工場が倒壊。所有していた東海精機重工業の全株を豊田自動織機に売却して退社、「人間休業」と称して1年間の休養に入る。
- 1946年（昭和21年） - 10月、浜松市に本田技術研究所 (旧) 設立。39歳の宗一郎は所長に就任。
- 1948年（昭和23年） - 二男・勝久誕生。本田技研工業株式会社を浜松に設立。同社代表取締役就任。資本金100万、従業員20人でスタート。原動機付き自転車を考案して二輪車の研究を始める。
- 「本田技研工業(昭和23年設立)」の東京進出について、当時金融取引をしていた静岡銀行浜松支店へ具体的な構想を持ち資金的援助を期待して訪れた。応対に出た静岡銀行の融資審査部長へ本田宗一郎が東京進出に多大な夢や期待をプレゼンしたところ、「東京進出なんて、貴方、会社を潰す気か?」と1つ1つ数字を挙げながら、当時新興の中小企業だった本田技研工業がいかに中途半端な会社かを説明され、これに激高した本田宗一郎が「貴様に俺の何が判るか!! 2度とお前んとこには頼まん。」と捨て台詞まで吐き、銀行を飛び出した。本田技研工業はこの出来事が切っ掛けで静岡銀行との取引を解消し、現在に至るまで取引が行われていない。
- 1949年（昭和24年） - のちにホンダの副社長となる藤沢武夫と出会い、共にホンダを世界的な大企業に育て上げる。ホンダの社史については本田技研工業#沿革の項目を参照
- 1961年（昭和36年） - 藤沢とともに「作行会」という財団法人を設立。若手研究者や学生に対して匿名で奨学金を交付[注釈 4]した。
- 1970年（昭和45年） - ホンダ・N360を運転中に死亡したドライバーの遺族から殺人罪で告訴される[6]。
- 1973年（昭和48年） - 中華人民共和国を訪れた帰国直後の会見で、本田技研工業社長を退き、取締役最高顧問に就任することを発表。研究所所長は続けた。
- 1981年（昭和56年） - 勲一等瑞宝章を受章。
- 1983年（昭和58年） - 取締役も退き、終身最高顧問となる。
- 1989年（平成元年）- アジア人初のアメリカ合衆国の自動車殿堂入りを果たす。

1991年（平成3年）8月5日、東京都文京区の順天堂大学医学部附属順天堂医院で肝不全のため死去。84歳没。葬儀は宗一郎の遺言通り、家族で静かに送られた。同日正三位、勲一等旭日大綬章贈位。墓所は静岡県駿東郡小山町の富士スピードウェイに隣接する富士霊園にある。
本田の死から19年後の2010年（平成22年）4月1日、出生地である静岡県浜松市天竜区に本田宗一郎ものづくり伝承館がオープンした。建物は国の登録有形文化財（建造物）に登録されている旧二俣町役場を改装したものである。

## エピソード

### 人柄
- 本田技研創業後の唯一無二の相棒だった藤沢武夫の死の翌年の1989年に、本田が日本人として初めてアメリカの自動車殿堂入りを果たしたときに、本田は授賞式を終えて帰国したその足で藤沢邸に向かい、藤沢の位牌に受賞したメダルを架け「これは俺がもらったんじゃねえ。お前さんと二人でもらったんだ。これは二人のものだ」と語りかけた[7]。
- 従業員からは親しみをこめて「オヤジさん」と呼ばれていたが、一方でともに仕事をした従業員は共通して「オヤジさんは怖かった」とも述べている。作業中に中途半端な仕事をしたときなどは怒声と同時に容赦なく工具で頭を殴ったり、実験室で算出されたデータを滔滔と読み上げる社員に業を煮やし「実際に走行させたデータを持ってこい」と激怒して灰皿で殴ったりしていた。しかし、殴られた者よりも殴った本田の方が泣いていたこともあったという。また怒る際、「人はよく、かわいいからこそ怒るなんて言うが、おれはそうじゃない。そのときはほんとに憎たらしくなる。なぜなら、おれたちのつくる商品は人命にかかわるものなんだ。それをないがしろにする人間は絶対に許せない」と言ったとされる[8]。
- 1952年（昭和27年）に藍綬褒章を皇居で授与されるにあたり、「技術者の正装とは真っ白なツナギ（作業着）だ」と言いその服装で出席しようとしたが、さすがに周囲に止められ、最終的には藤沢武夫が用意したモーニング（燕尾服）を借りて出席した[9]。本人曰く燕尾服を持っていなかったためそのような発言をしたとのことである[9]。
- 差別を「諸悪の根源」とし、差別を徹底して嫌っていた。子どものころに「家族の中でお風呂に入る順番が決まっている」ことに気づいてからだという。「人種や家柄や学歴などで人間を判断することを、私は今日まで、徹底してやらなかった」[10]。
  - 松阪市で開かれたある会議に参加した本田は、管理職の1人が松阪牛の料理店・和田金での昼食を提案したところ、「（和田金に会議の参加者）50人も一緒に食事できる部屋はあるのか」と尋ね、一部管理職以外の参加者が弁当を食べることを知ると、「じゃあ、おれも弁当にする」と即答した[11][12][13]。
- 社長退職後、全国のHondaディーラー店を御礼参りする。その際、整備担当が握手を求めたが、自分の手が油だらけなことに気がつき、洗いに行こうとする。しかし、本田は自らも技術者であったため、油まみれの手での握手に喜んで応じた[14]。
- 死去の2日前、妻のさちに「自分を背負って歩いてくれ」と言い、さちは点滴の管をぶら下げた本田を背負い病室の中を歩いた。そして「満足だった」という言葉を遺した。弔問時に遺族からそのエピソードを聞いた親友の井深大は「これが本田宗一郎の本質であったか」と述べ涙したという[15]。
  - その井深とは、ともに技術者出身でありシンパシーもあって、出会ってから自然と親友となった。そして、「互いの頼みごとは断らない」などのルールを決め、互いに文化事業などの役員を推薦し合って務めたという。また互いに手紙をやり取りしあうことも忘れず、あるときに井深が「ワープロで手紙を送って、彼を驚かそう」と手紙を打っていたが、寸前に本田が帰らぬ人となり、その手紙を送ることは叶わなかった[15]。
- 三ない運動に関して、「高校生から教育の名のもとにバイクを取り上げるのではなく、バイクに乗る際のルールや危険性を十分に教えていくのが学校教育ではないのか」と発言し、終始批判的なスタンスを取り続けた[16]。この考えはのちの本田首脳陣にも引き継がれ、徳島県の生光学園中学校・高等学校と共同実施する高校生への安全教習や、元会長の池忠彦による運動を推進する自治体への批判発言という形で具現化されている。
- 死の直前、「社葬はするな」と言い残した。その理由は、「車やオートバイのおかげで今まで生きてこられたのに、自分の葬式で渋滞を起こすような迷惑はかけられない」というものであった[17]。

### 経営者として
- 終戦直後は何も事業をせず、土地や株を売却した資金で合成酒を作ったり、製塩機を作って海水から塩を作り米と交換したりして「遊んで」いたという。しかしこの時期に、苦労して買い出しをしていた妻の自転車に「エンジンをつけたら買い出しが楽になる」と思いつき、二輪車の研究が始まる[18][出典無効]。
- 1950年代前半、生来の機械好きが高じて資本金600万円の時代に総額4億円の外国製工作機械を購入。しかし1955年には100社を超えるオートバイメーカーが撤退する不況が訪れ、ダイヤモンド誌に「高い金を出して機械を買っても使い切れていない」と過剰な設備投資を批判されるが、後に「会社がつぶれても機械そのものは日本に残って働くだろう。国民の外貨は決してムダにはなるまい。」と当時の心境を語っている。会社は、シェア1位の東京発動機（トーハツ）が買収に乗り出すほどの苦境に陥るものの、三菱銀行京橋支店が社是「世界的視野に立て」に共感して融資を行い辛うじて踏みとどまった[19]。
- 会社のハンコを藤沢に預け、経営もすべて任せていた。本田は社印も実印も見たことがなく[10]、技術部門に集中し、のちに「藤沢がいなかったら会社はとっくのとうに潰れていた」と述べており、藤沢も「本田がいなければここまで会社は大きくならなかった」と述べている[20]。互いに「下落合」（本田の自宅のある地）、「六本木」（藤沢の自宅のある地）とざっくばらんに呼び合っていた。また両者は「会社は個人の持ち物ではない」という考えをもっており身内を入社させなかった[注釈 5]。本田は社名に個人の姓を付したことも後悔していた[要出典]。
- 経営難に陥ったときに藤沢の助言でマン島TTレースやF1などの世界のビッグレースに参戦することを宣言し、従業員の士気高揚を図ることで経営を立て直した。出場宣言は藤沢によって書かれた[21]。

### 技術者として
- 1970年前後にホンダの社内では、四輪車のエンジンを水冷か空冷かのどちらにするかが論争になった。若い技術者は水冷を主張したが、本田は空冷にこだわった。「砂漠の真ん中でエンストしたときに水なんかあるか！空冷だ」などと主張したという。一時は本田が意見を通し空冷エンジンを搭載したF1カーのホンダ・RA302の開発や、乗用車ホンダ・1300の発売に至ったが、同時にこれは久米是志の出社拒否騒動に代表される若手エンジニアの反発を招いた。しかしさまざまなテストの結果、最終的に水冷の方が優れていることが分かり、ホンダは水冷エンジン路線に転換した。また、若手エンジニアの訴えを聞いた藤沢武夫が、本田に「あなたは社長なのか、技術者なのか」と詰め寄り、社長業に徹するように説得した。その後本田は「自分には技術が分からなくなったのかもしれない」と思い、社長を退いたという[22]。ホンダF1チーム監督であった中村良夫は、「結局、本田社長はもっとも基本的な熱力学の物理法則を理解していないので、いくらいっても論争がかみ合わないのです」「人間としては尊敬できるが技術者としては尊敬できない」と語っている。
- 2ストロークエンジンを「水鉄砲の竹筒と同じだ」などと言って忌避していた[23]。ホンダ・スーパーカブの開発時、当時は50 ccエンジンであれば2ストロークが一般的だったところ、あえて4ストロークエンジンを開発し採用した[24]。同様にF1とWGPでも4ストロークエンジンで成功を収めた。現在では2ストロークは一部例外を除いて絶滅し、4ストロークエンジンが主流となっていることから先見の明があると言える。しかし、1960年代のモトクロスでは2ストロークが主流であり、社内の有志たちが密かに開発した上で本田に直訴し、「やる以上は世界一になれ」と言われて、やっと開発を認めてもらったこと。その結果、1979年にモトクロス世界選手権500ccクラスを制覇した[25]。
- 上述の褒章授与のエピソードにもあるように、技術者の服装として「白いツナギ」に強いこだわりを持っていた。これは「汚れが目立てば汚さないように努め、機械本体もきれいに使うようになる」という考えによるもので[26]、本田の死後もホンダ社内では技術系の社員は社長も含め白いツナギを着用する慣習が続いている[27]。

## 受賞・栄典
- 藍綬褒章（1952年）
- 上智大学名誉工学博士、天竜市名誉市民第1号（→浜松市名誉市民）[28]（1973年）
- ミシガン工科大学名誉工学博士（1974年）
- イタリア共和国功労勲章グランデ・ウッフィチャーレ（1978年）
- ベルギー王国王冠勲章コマンドール（1979年）
- アメリカ機械学会ホーリー・メダル（1980年）
- 勲一等瑞宝章（1981年）[29]
- レジオンドヌール勲章オフィシエ、三重県県民功労者（1984年）
- スウェーデン王国北極星勲章（1986年）[29]
- 国際連合環境計画グローバル500賞、鈴鹿市市政特別功労者（1987年）
- 米国自動車殿堂入り（1989年）[30] ：日本人として初
- 国際自動車連盟ゴールデンメダル賞、鈴鹿市名誉市民[31]（1990年）
- 正三位勲一等旭日大綬章、英国機械学会ジェイムズ・ワット国際メダル、米国二輪自動車工業会特別賞、（1991年）[29]

## 主な著作書籍
- 『私の手が語る』（1982年・講談社） ISBN 978-4061459410
  - 再刊：2003年・グラフ社 ISBN 978-4766207491
- 『やりたいことをやれ』PHP研究所、2005年。ISBN 978-4569641881。
- 『俺の考え』（1996年・新潮文庫） ISBN 978-4101461113
- 『得手に帆あげて』（2000年・三笠書房 新装版 わせだ書房刊を再編集）  ISBN 978-4837918547
- 『スピードに生きる』（2006年・実業之日本社 新装版） ISBN 978-4408395883
- 『夢を力に』日本経済新聞社〈日経ビジネス人文庫〉、2001年。ISBN 978-4532190699。

## 評伝
- 梶原一明編 『一冊でわかる!本田宗一郎』（2009年・PHPビジネス新書） ISBN 978-4-569-77223-3
- 伊丹敬之 『本田宗一郎 やってみもせんで、何がわかる』（2010年・ミネルヴァ書房） ISBN 978-4623058556
- NHKスペシャル「我が友　本田宗一郎〜井深大が語る“技術と格闘した男”〜」（1991年12月15日、NHK）[32]